# Беласица (село, Болгария)
Беласица (болг. Беласица) — село в Благоевградской области Болгарии. Входит в состав общины Петрич. Находится примерно в 7 км к юго-западу от центра города Петрич и примерно в 73 км к югу от центра города Благоевград. По данным переписи населения 2011 года, в селе  проживало 1120 человек.

## Население
| Год     | 1934 | 1946 | 1956 | 1965 | 1975 | 1985 | 1992 | 2001 | 2011 |
| ------- | ---- | ---- | ---- | ---- | ---- | ---- | ---- | ---- | ---- |
| Жителей | 788  | 1086 | 1209 | 1227 | 1242 | 1295 | 1237 | 1209 | 1120 |

| Национальность | Человек | Процент |
| -------------- | ------- | ------- |
| болгары        | 1030    | 96,44%  |
| цыгане         | 15      | 1,4%    |
| Всего ответов  | 1068    |         |

|  |